# James Keir Hardie
James Keir Hardie (ur. 15 sierpnia 1856 w hrabstwie Lanarkshire, zm. 26 września 1915 w Glasgow) – szkocki działacz związkowy, pacyfista, pierwszy socjalistyczny poseł do brytyjskiego Parlamentu.

## Życiorys
Urodził się w pobliżu Holytown w hrabstwie Lanarkshire jako syn cieśli okrętowego. W wieku siedmiu lat rozpoczął pracę jako sprzedawca gazet, a trzy lata później podjął zatrudnienie w kopalni, jednocześnie uczęszczając do szkoły wieczorowej. Umiejętność publicznego przemawiania rozwijał, słuchając kazań pastorów.
W 1888 założył Szkocką Parlamentarną Partię Pracy, a w 1892 został wybrany do brytyjskiej Izby Gmin jako niezależny socjalista. Następnie objął funkcję przewodniczącego Niezależnej Partii Pracy. Do końca życia reprezentował interesy walijskich górników. Poszukiwał inspiracji dla idei socjalistycznych w Nowym Testamencie, a jego polityczne przemówienia często miały formę kazań, co pozwoliło mu pozyskać część tradycyjnego elektoratu liberalnego. Jako pacyfista krytykował tajną dyplomację, którą obarczał odpowiedzialnością za zaangażowanie Wielkiej Brytanii w I wojnę światową w 1914.